# Lasioglossum arctifrons
Lasioglossum arctifrons là một loài Hymenoptera trong họ Halictidae. Loài này được Saunders mô tả khoa học năm 1903.